# 1823.
◄ | 18. stoljeće | 19. stoljeće | 20. stoljeće | ►
◄ | 1790-ih | 1800-ih | 1810-ih | 1820-ih | 1830-ih | 1840-ih | 1850-ih | ►
◄◄ | ◄ | 1820. | 1821. | 1822. | 1823. | 1824. | 1825. | 1826. | ► | ►►
Arhitektura • Astronomija • Biologija • Glazba • Kazalište • Kemija • Kiparstvo • Knjige • Književnost • Kršćanstvo • Meteorologija • Medicina • Politika • Pravo • Promet • Slikarstvo • Šport • Znanost

## Događaji
- Đuro Šporer objavio je "Almanah ilirski"

## Rođenja
- 23. travnja – Abdul Medžid I., turski sultan († 1861.)
- 24. travnja – Ivan Filipović, hrvatski pedagog i književnik († 1895.)
- 23. svibnja – Ante Starčević, hrvatski političar, publicist i književnik
- 6. prosinca – Max Müller, njemački filolog i orijentalist († 1900.)

## Smrti
- 7. kolovoza – Matijaš Laáb, gradišćansko-hrvatski prevoditelj i pisac (* 1746.)

## Vanjske poveznice
|  | Zajednički poslužitelj ima još gradiva o temi 1823. |